# جورج روجيه
جورج روجيه (بالفرنسية: George Rouget)‏‏ (26 غشت 1783 - 9 أبريل 1869) رسام فرنسي ينتمي للحركة الكلاسيكية الحديثة .

## حياته
بعد دراسته في المدرسة الوطنية للفنون الجميلة، دخل روجيه ورشة جاك لوي دافيد كتلميذ مساعد له في 1797 وسرعان ما أصبح طالبه المفضل.
بدأ روجيه مسيرته المهنية كمساعد رئيسي لجاك لوي دافيد حتى نفي الأخير إلى بروكسل، وتعاون معه في عدة لوحات. عمل روجيه مع دافيد على لوحة بونابرت في غراند سان برنار، وتتويج نابليون (التي نسخها من توقيع ديفيد)، وليونيداس في تيرموبيل [الإنجليزية] التي تحكي وتعبر عن معركة ترموبيل، وعلى واحدة من ثلاث نسخ من بورتريه البابا بيوس السابع. على الرغم من فوزه بالجائزة الثانية في مسابقة جائزة روما عام 1803، إلا أنه فشل ثلاث مرات في الفوز بالجائزة الأولى. رسم روجيه عدة لوحات للإمبراطورية الفرنسية الأولى وعائلة بونابرت، مثل زواج نابليون وماري لويز في 1811. كان رسامًا صغيرًا[بحاجة لتوضيح]، وقضى حياته المهنية الكاملة في رسم لوحات تحكي عن لحظات عظيمة في التاريخ الفرنسي لأي نظام كان في السلطة في ذلك الوقت. كثير من لوحاته تزين اليوم متحف فرساي الذي افتتحه لويس فيليب عام 1837.
دفن جورج روجيه في مقبرة الأب لاشيز (بالمقاطعة 61) .

## معرض الصور

لوحات رسمها روجيه
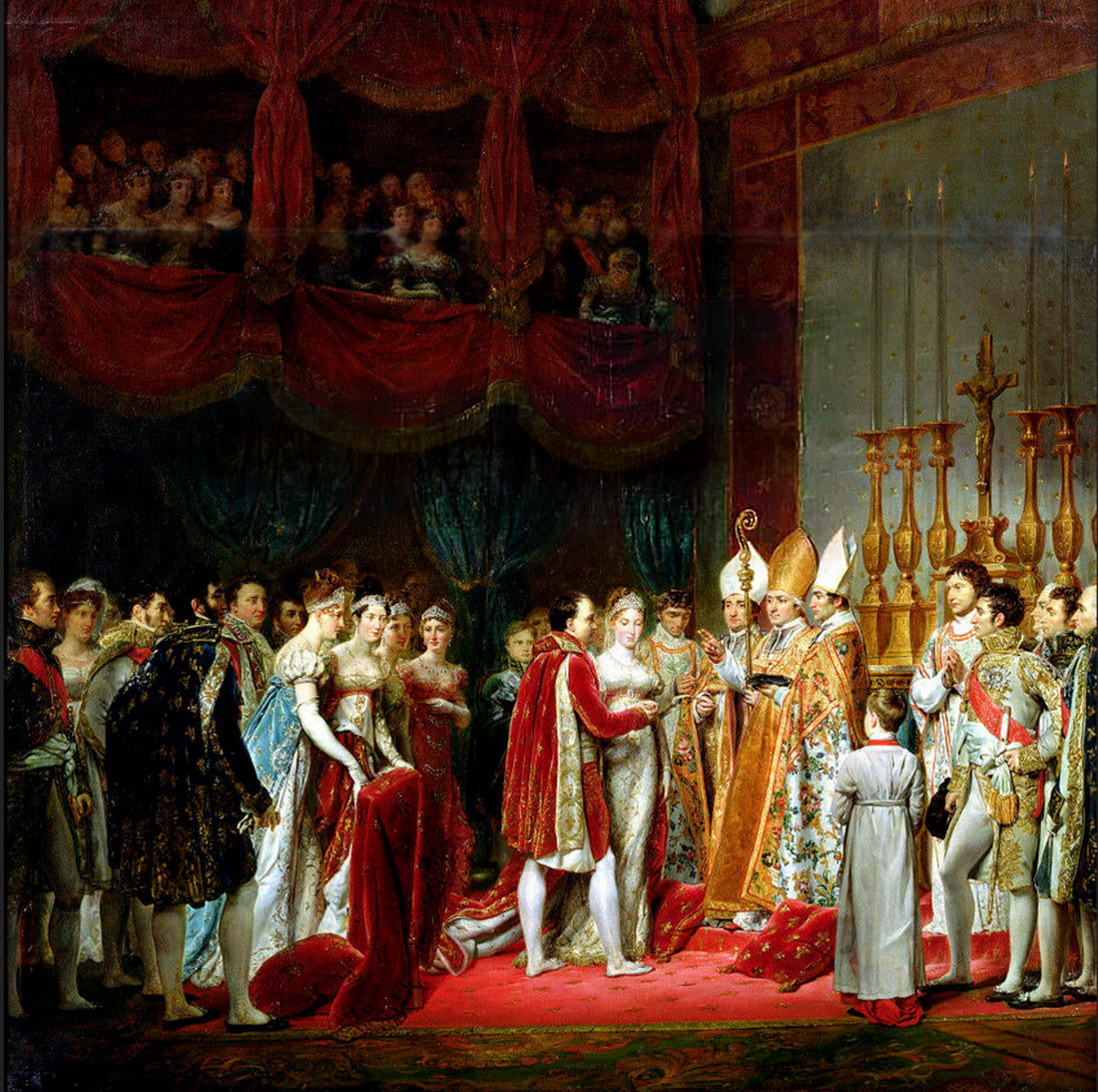
زواج نابليون وماري لويز (1811)
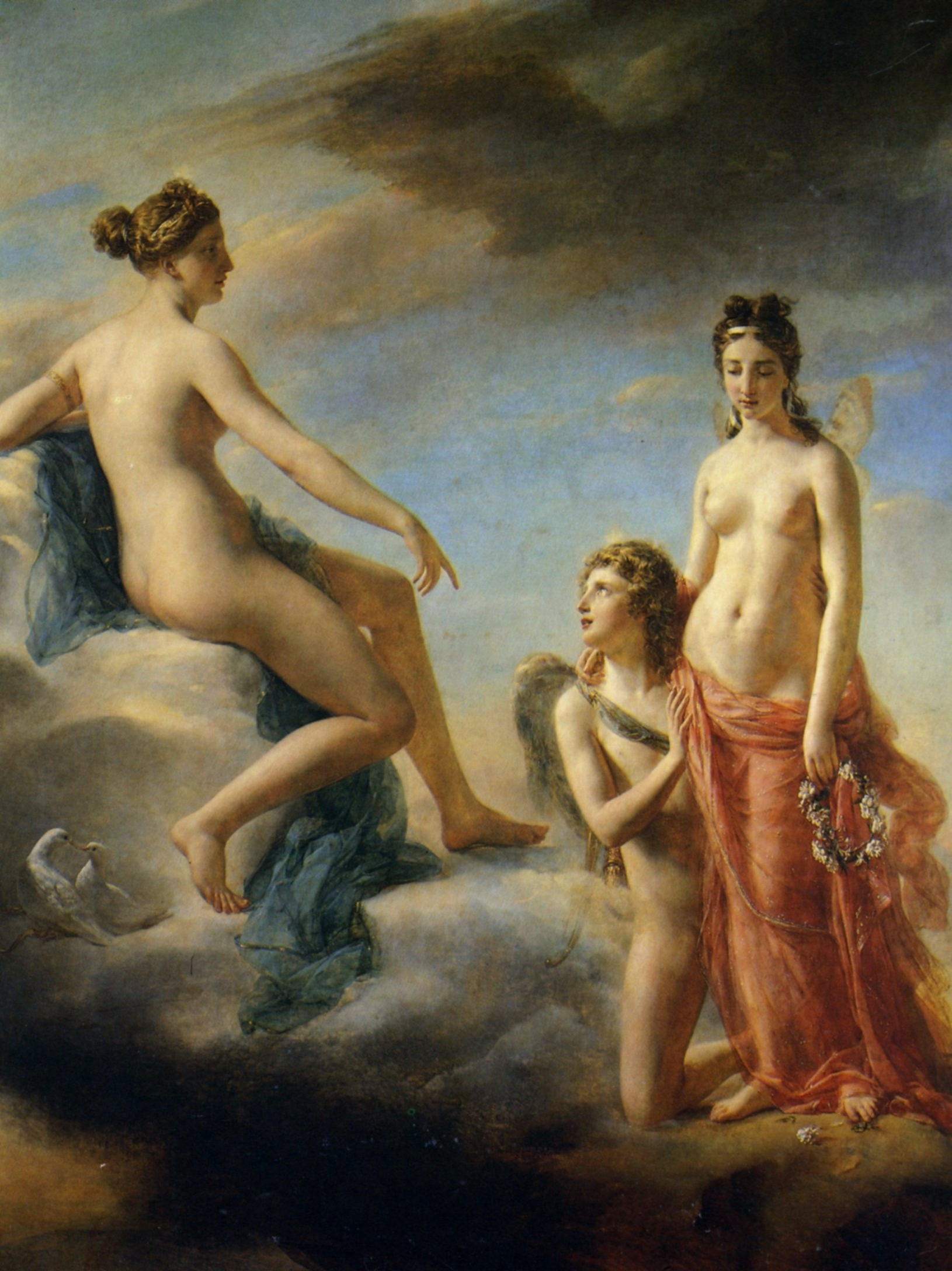
كيوبيد يناشد فينوس لمسامحة سايكي (1827)
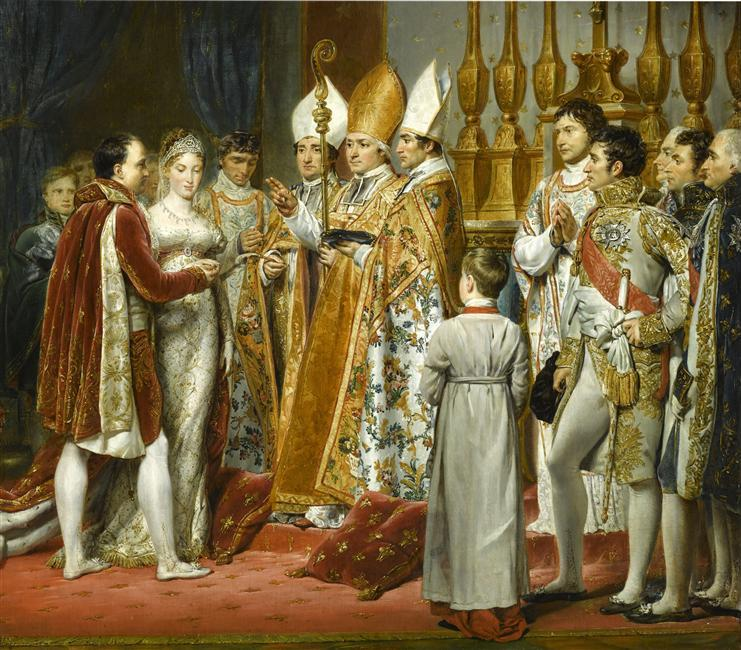
زواج نابليون وماري لويز (1811)
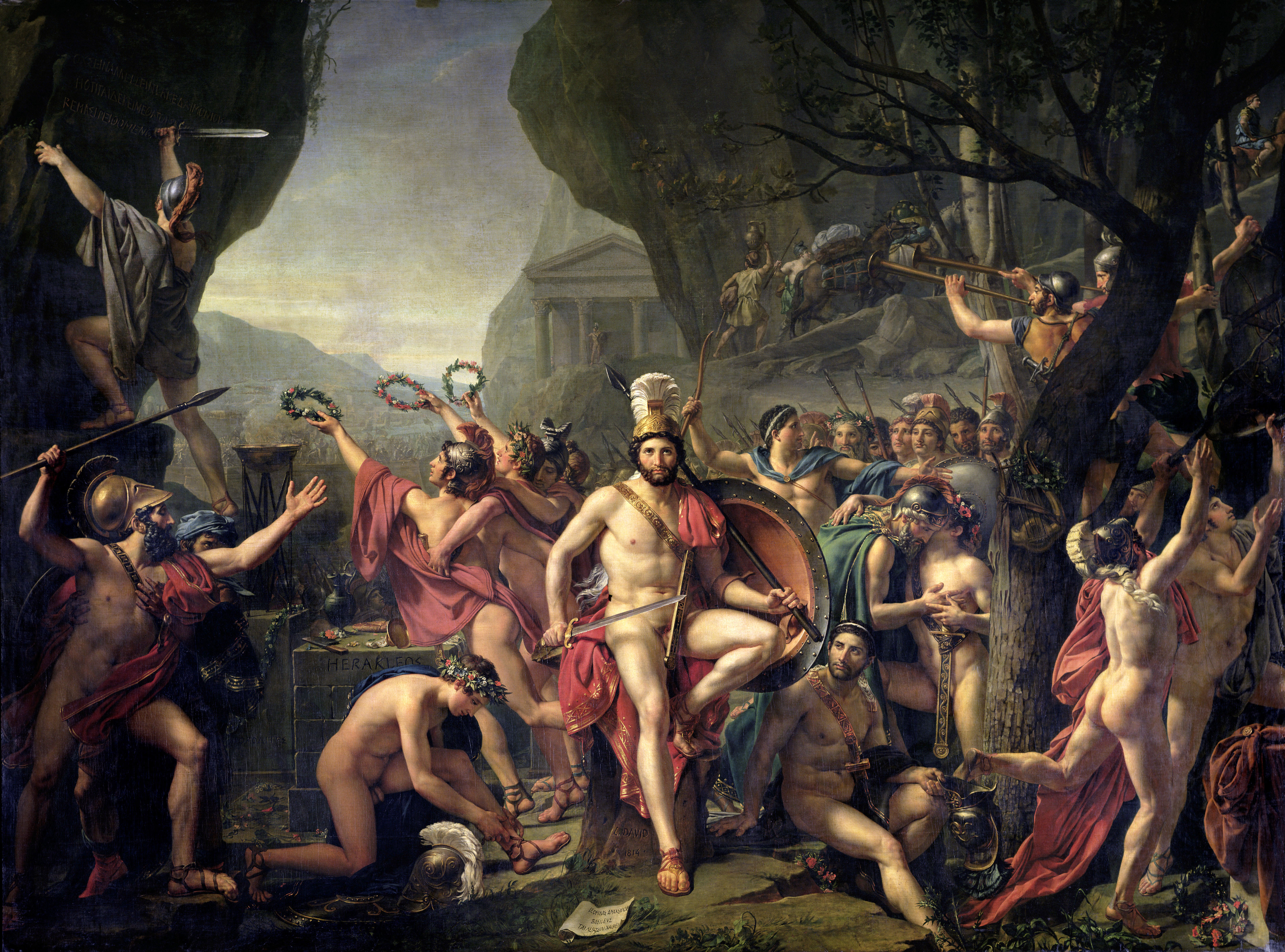
ليونيداس في معركة ترموبيل

## قائمة المراجع
- (بالفرنسية) Alain Pougetoux، Georges Rouget، élève de Louis David (exhibition exhibition)، Musée de la Vie romantique، ed. Paris Musées Paris 1995، (ردمك 2-87900-234-6)